# Laurence Whistler
Alan Charles Laurence Whistler (21 janvier 1912 - 19 décembre 2000) est un graveur sur verre et poète britannique. Il est à la fois le premier président de la British Guild of Glass Engravers et le premier récipiendaire de la King's Gold Medal for Poetry (en).

## Biographie

### Jeunesse
Whistler est le fils du constructeur et agent immobilier Henry Whistler et de Helen Frances Mary, fille du révérend Charles Slegg Ward, vicaire de Wootton St Lawrence dans le Hampshire, dont la femme, Jessy, est la petite-fille de l'orfèvre Paul Storr (en).

### Carrière
En 1935, Whistler est le premier récipiendaire de la médaille d'or du roi pour la poésie (en). Ses œuvres en vers comprennent The Emperor Heart, Four walls, Armed October and other Poems et In Time of Suspense, en 1940, publié par William Heinemann. Il a également écrit une biographie, Sir John Vanbrugh, Architect and Dramatist (John Vanbrugh, architecte et dramaturge). Cependant, il commence à graver pour compléter ses revenus, puis se détourne largement de la poésie.
Il grave sur des gobelets et des bols soufflés selon ses propres conceptions et (de plus en plus, à mesure qu'il devient plus célèbre) sur des panneaux et des fenêtres à grande échelle pour des églises et des maisons privées. Il grave également sur des prismes à trois côtés, certains d'entre eux étant conçus pour tourner sur une petite plaque tournante afin que les réflexions internes du prisme complètent l'image. Le plus connu d'entre eux est réalisé en mémoire de son frère aîné, Rex Whistler.
Ses premières œuvres comprennent un cercueil pour la reine mère et un triptyque en verre à charnière pour contenir son emploi du temps quotidien. D'autres gravures de lui peuvent être trouvées, par exemple, à Salisbury, où sa famille a vécu pendant une partie de son enfance, notamment une paire de panneaux commémoratifs avec des citations de T. S. Eliot, et le prisme Rex dans la chapelle du matin, tous deux dans la cathédrale de Salisbury, à l'Ashmolean Museum, au Balliol College d'Oxford, où il est étudiant de premier cycle, et au St Hugh's College d'Oxford où il conçoit également les Swan Gates menant du terrain du collège à Canterbury Road, à Stowe House à Stowe, Buckinghamshire, à l'église du village de St Nicholas à Moreton, Dorset, où il grave chaque fenêtre pendant environ 30 ans et au musée du verre de Corning (États-Unis).
En 1947, Whistler crée l'un des cadeaux de mariage de la princesse Elizabeth, un gobelet en verre gravé des paroles d'un poème de 1613 de Thomas Campian, écrit pour le mariage d'Élisabeth Stuart, fille de Jacques Ier.
Il devient officier de l'Empire britannique (OBE) dans la liste des honneurs du Nouvel An de 1955 puis chevalier (CBE) dans la liste des honneurs de l'anniversaire de la reine de 1973. Dans la liste des distinctions honorifiques de l'anniversaire de la reine de 2000, peu de temps avant sa mort le 19 décembre 2000 à l'âge de 88 ans, il est fait Knight Bachelor.
En 1975, il devient le premier président de la toute nouvelle British Guild of Glass Engravers (Guilde britannique des graveurs sur verre).

### Vie privée
En 1939, Whistler épouse l'actrice Jill Furse . Leur fils, Simon (1940–2005)  est un musicien et également un graveur sur verre notable . Jill est décédée en 1944, d'un empoisonnement du sang, peu de temps après avoir donné naissance à une fille Caroline. Le frère de Laurence, Rex Whistler, est décédé la même année. En 1950, il épouse la sœur cadette de Jill, Theresa (1927–2007), et ils ont deux enfants Daniel et Frances; le mariage est ensuite dissous. En 1987, il se marie une troisième fois avec Carol Dawson, mais divorce en 1991 .